# Saint-Pierre-le-Vieux (Saône-et-Loire)
Saint-Pierre-le-Vieux település Franciaországban, Saône-et-Loire megyében. Lakosainak száma 378 fő (2022. január 1.). Saint-Pierre-le-Vieux Trambly, Saint-Bonnet-des-Bruyères, Matour, Saint-Léger-sous-la-Bussière és Deux-Grosnes községekkel határos.

## Népesség
A település népessége az elmúlt években az alábbi módon változott:
| Lakosok száma | 343  | 350  | 363  | 355  | 361  | 364  | 368  | 373  | 378  |
|               | 2013 | 2015 | 2016 | 2017 | 2018 | 2019 | 2020 | 2021 | 2022 |